# Месемврія (фрегат, 1841)
«Месемврія» (рос. «Мессемврия») — вітрильний 60-гарматний фрегат Чорноморського флоту Російської імперії. Названий на згадку про захоплення 18 липня 1829 року російськими військами за підтримки ескадри адмірала О. С. Грейга турецької фортеці Месемврія.

## Історія
Закладений у Миколаєві 4 жовтня 1838 року, головний будівник — С. І. Чернявський. Після спуску на воду 31 жовтня 1841 року перейшов до Севастополя і увійшов до складу Чорноморського флоту Російської імперії.
У складі ескадр перебував у практичних плаваннях у Чорному морі у 1842, 1844 і 1845 роках. У 1843, 1846—1848 роках брав участь у доставці військ і припасів в укріплені пункти кавказького узбережжя, а також виходив у крейсерство до його берегів. У 1850 році здійснив у складі загону навчальне плавання з кадетами вздовж узбережжя Чорного моря за маршрутом Севастополь — Феодосія — Керч — Анапа — Новоросійськ — Піцунда — Феодосія — Севастополь.
У 1852 і 1853 роках зазнав тимберування в Севастополі.
Брав участь у Кримській війні. З 19 червня 1853 року перебував у крейсерстві біля кавказького узбережжя. 7 листопада у складі загону віцеадмірала Л. М. Серебрякова протягом двох годин бомбардував захоплене турецькими військами укріплення Святого Миколая, але атака сухопутних військ на укріплення не відбулася, і через шторм, який розпочався, фрегат разом із загоном змушений був відійти від берега.
5 березня 1854 року фрегат прийшов до Севастополя із Сухум-Кале і став на шпринг у Південній бухті. Частина екіпажу була приписана до берегових батарей. У грудні 1854 року фрегат обладнали під тимчасовий шпиталь.
У ніч проти 13 лютого 1855 року за наказом О. С. Меншикова «Месемврія» разом з лінійними кораблями «Дванадцять апостолів», «Святослав», «Ростислав» і фрегатом «Кагул» був затоплений в Севастопольській бухті між Миколаївською і Михайлівською батареями. Після війни під час розчищення Севастопольської бухти 14 травня 1859 року при спробі підйому корпус корабля переломився.

## Командири
- М. П. Вульф (1841—1845);
- Ф. Д. Бартенєв (1846—1849)[8];
- А. А. Зарін (1850);
- Ф. І. Суслов (1853—1854);
- К. П. Тіроль (1855).